# Genesis GV70
Genesis GV70 — компактный кроссовер класса люкс, выпускаемый корейским производителем автомобилей Genesis, подразделением автомобилей класса люкс компании Hyundai.  Это вторая модель внедорожника бренда после среднеразмерного GV80.

## История

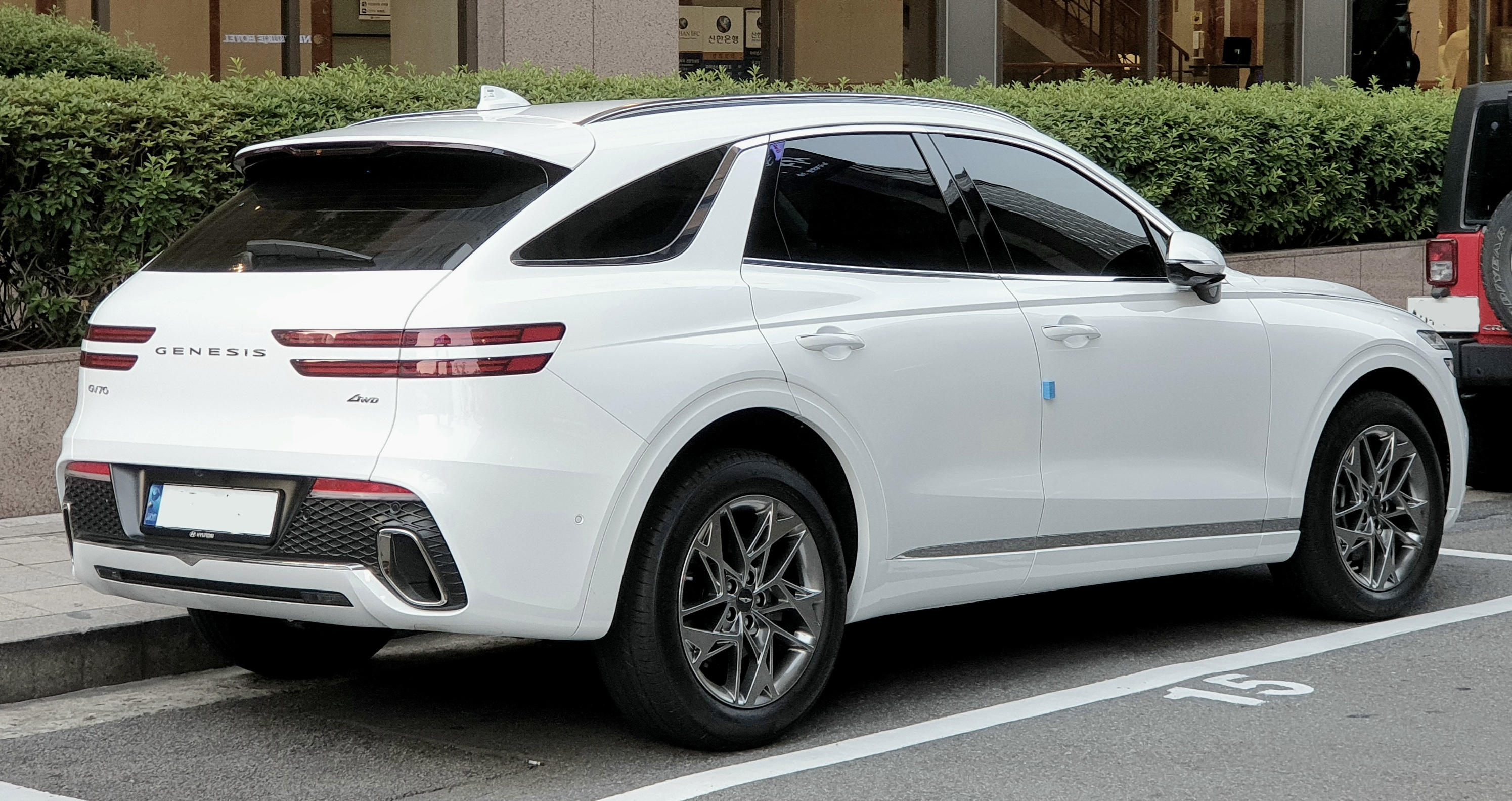
Genesis GV70 вид сзади

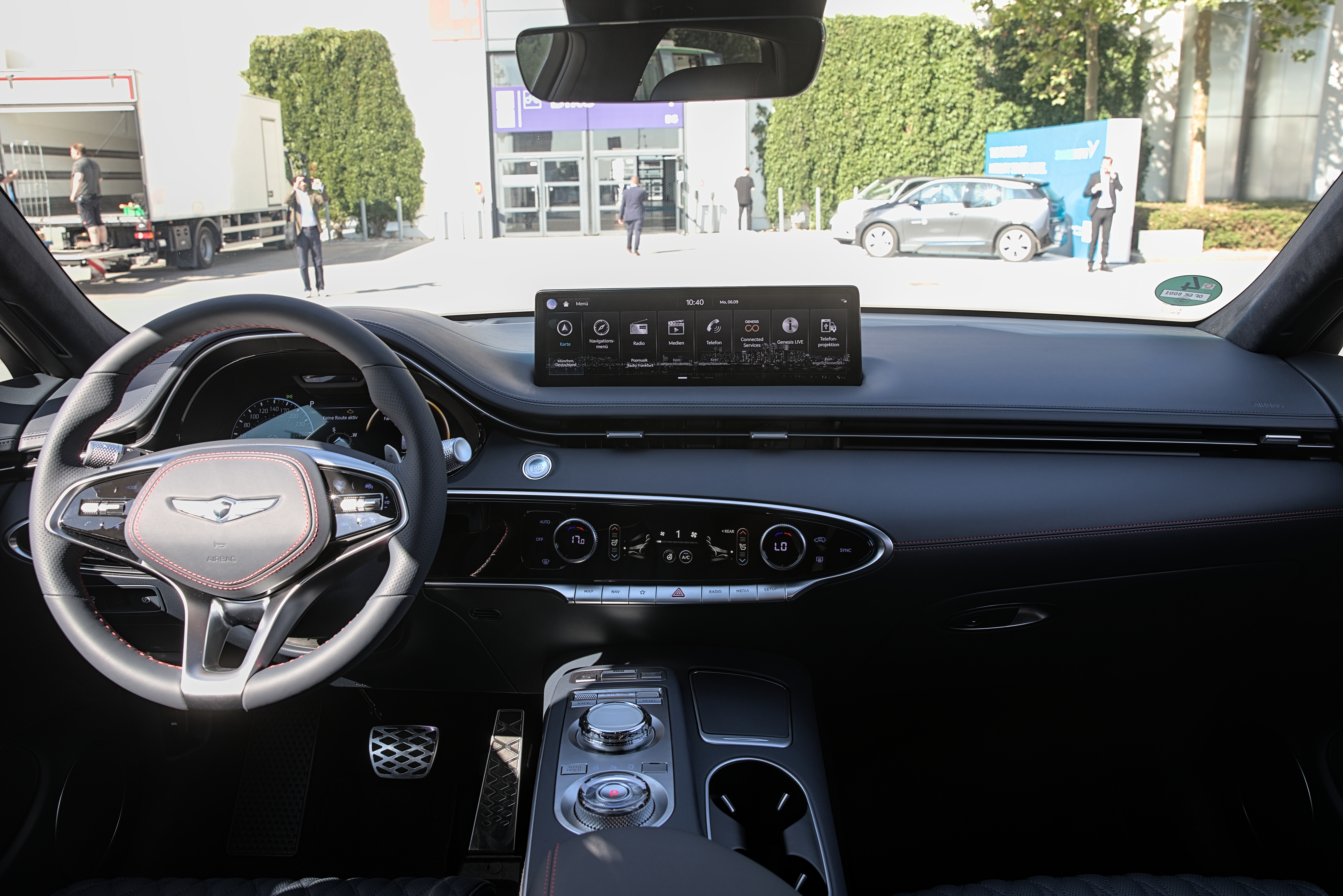
Интерьер

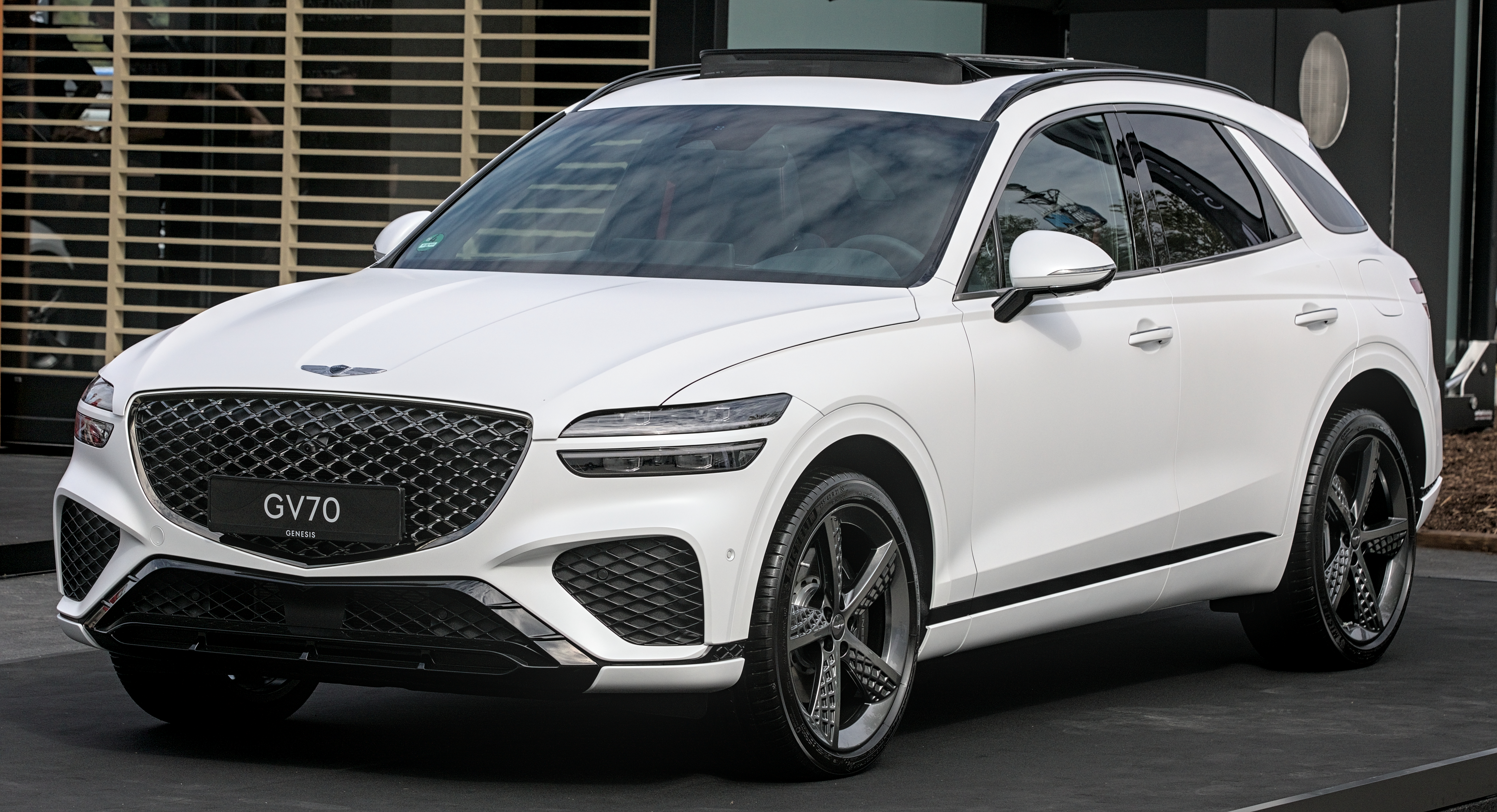
Genesis GV70 Sport

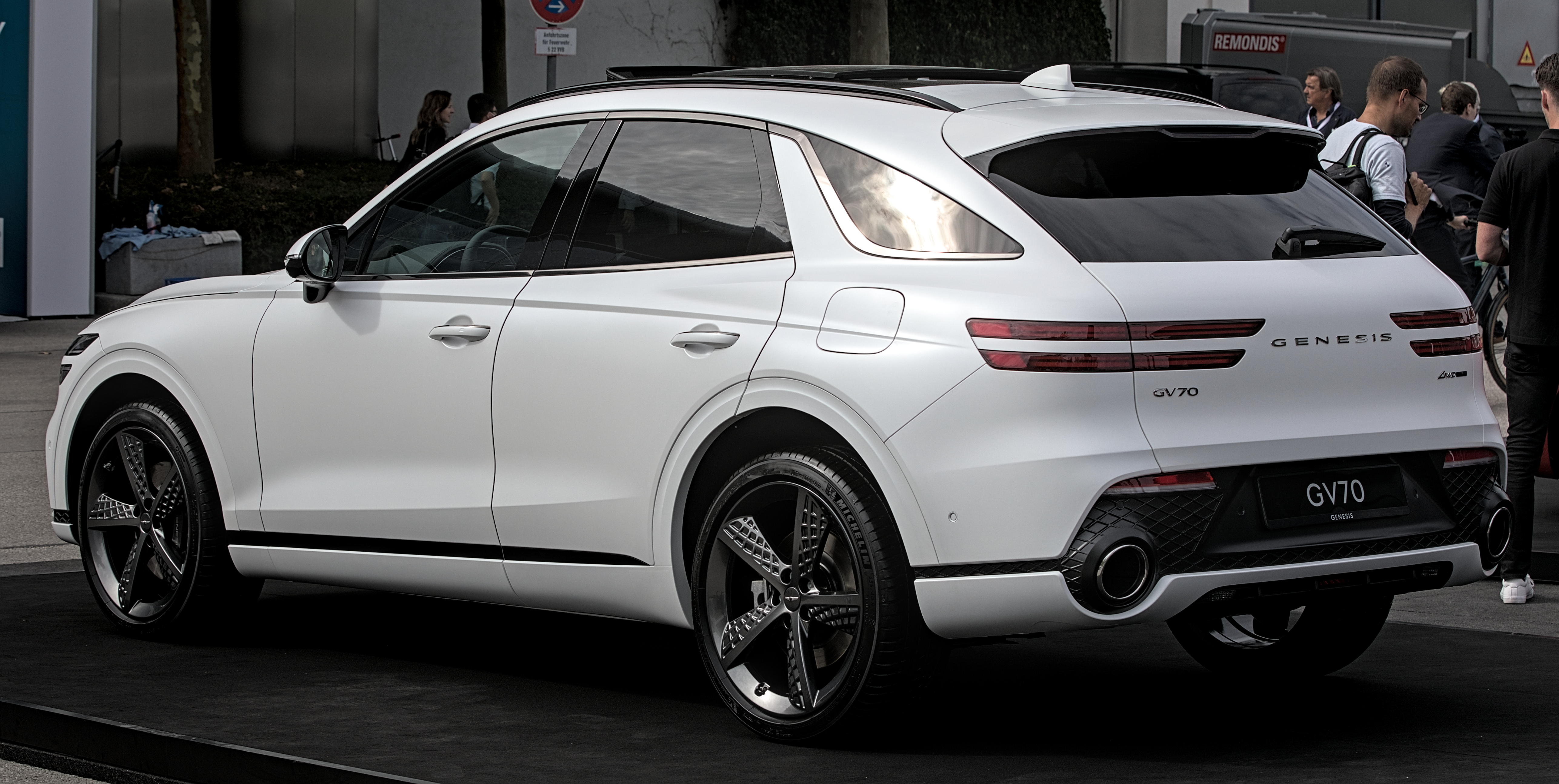
Genesis GV70 Sport вид сзади

Осенью 2019 года, перед премьерой первого внедорожника Genesis GV80, появилась первая информация о планах представить еще одну модель такого типа, но меньшего размера, под названием GV70, которая является конкурентом среднеразмерных моделей.
Первый официальный анонс GV70 был сделан в конце сентября 2020 года, раскрыв ключевые особенности дизайна под незначительной маскировкой. Официальная презентация состоялась спустя два месяца, в начале декабря 2020 года.
Второй внедорожник южнокорейской марки отличается массивным силуэтом с пологой линией крыши, а характерным акцентом является плавная задняя стойка в форме бумеранга в сочетании с закругленной задней частью. В дизайне преобладает двухлинейный мотив, который виден не только в фарах и задних фонарях, но и в указателях поворота на крыльях. Дизайн автомобиля разработал глава концерна Hyundai Люк Донкерволке.
Пассажирский салон приобрел дизайн, напоминающий модели GV80 и G80, дебютировавшие в начале 2020 года, отличающийся обильной полосой кожи, проходящей по всей ширине кабины, а также арочной панелью с физическими кнопками кондиционера. В верхней части приборной панели расположен 14,5-дюймовый экран мультимедийной системы, разработанной совместно с компанией Nvidia.
Genesis GV70 — первый в мире автомобиль с системой авторизации доступа к транспортному средству благодаря датчику отпечатков пальцев владельца.

## Electrified GV70

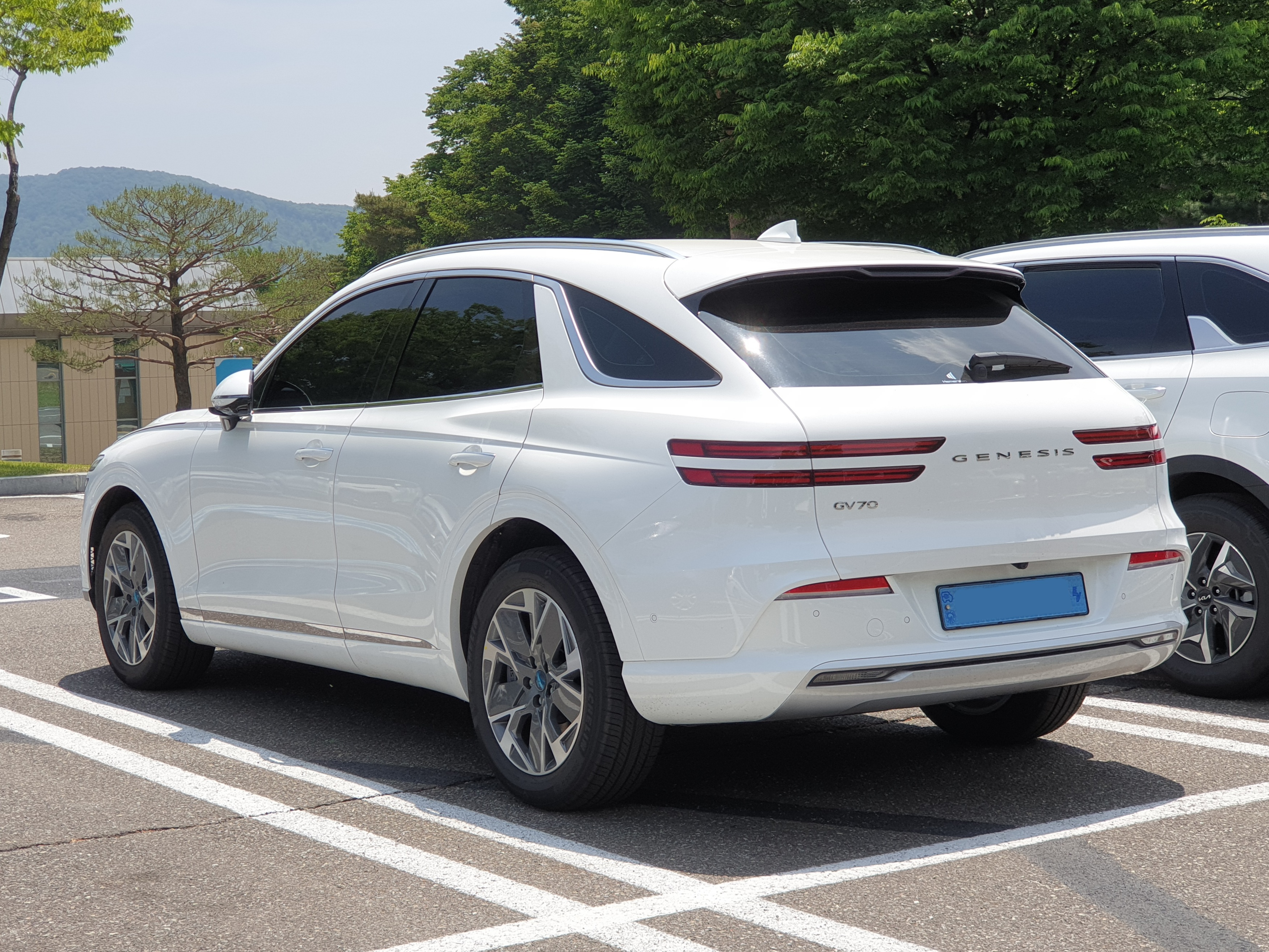
Genesis Electrified GV70 вид сзади

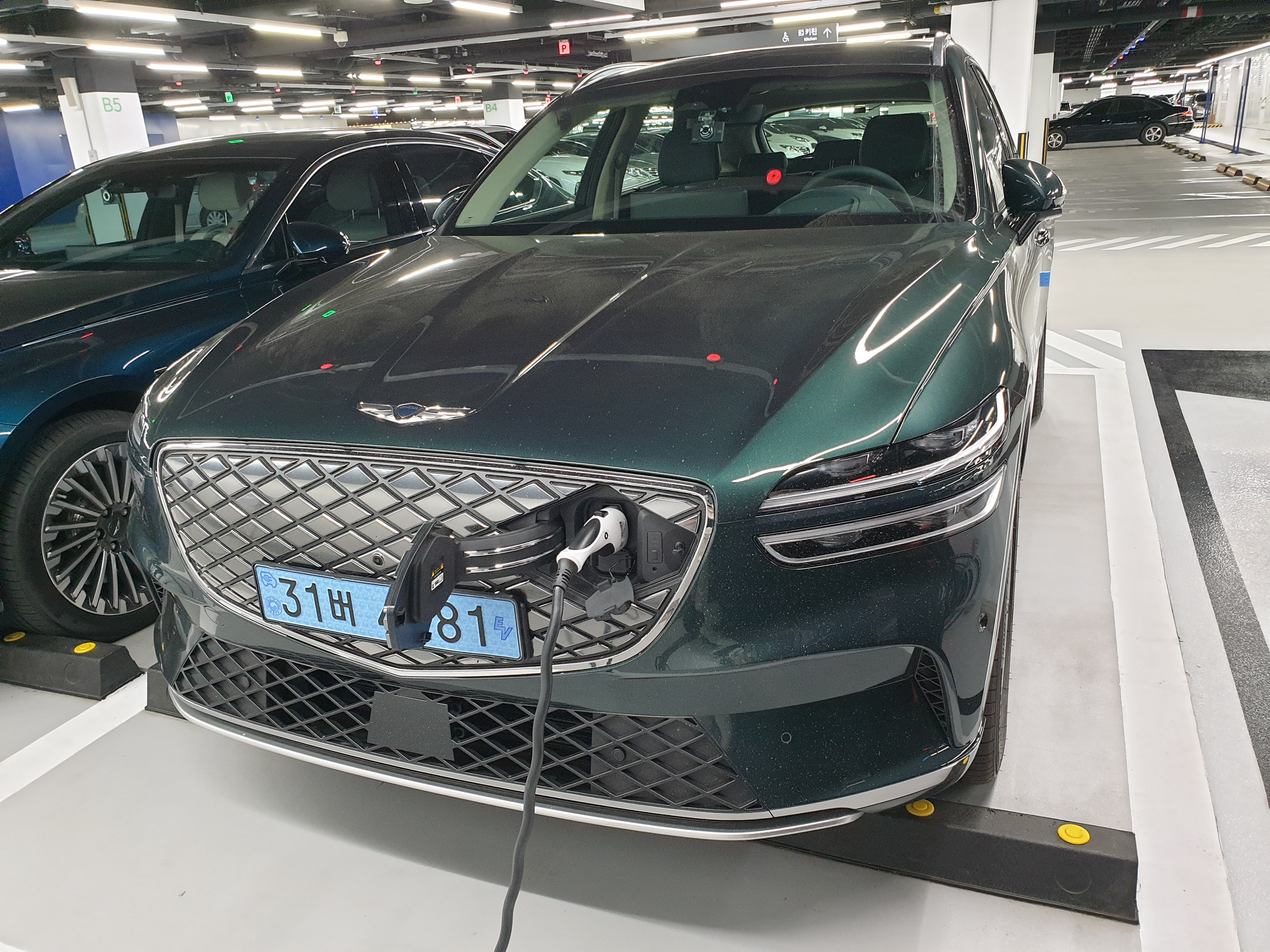
Genesis Electrified GV70 на зарядке

Спустя год после дебюта среднеразмерного внедорожника GV70 компания Genesis расширила модельный ряд полностью электрическим вариантом Electrified как более крупная и просторная альтернатива модели GV60. Мировая премьера автомобиля состоялась во время автосалона Guangzhou Auto Show 2021 в Гуанчжоу, Китай.
Подобно ранее представленныи электрифицированным моделям Genesis, автомобиль визуально отличался заменой решетки радиатора на большую пластиковую крышку, соседствующую с заслонкой, открывающей доступ к ромбовидному зарядному гнезду.  В задней части большие выхлопные трубы были удалены в пользу однородной торцевой крышки.